# Одате
О́дате (яп. 大館市 О:датэ-си) — город в Японии, расположенный в северной части префектуры Акита на территории одноимённой впадины. Основан 1 мая 1954 года путём слияния посёлка Одате и села Сяканай уезда Китаакита. 20 июня 2005 года Одате поглотил посёлки Хинай и Тасиро. Город специализируется на выращивании акитских криптомерий и деревообработке. Город обслуживается близлежащим аэропортом Одате-Носиро.
Площадь города составляет 913,70 км², население — 75 236 человек (1 августа 2014), плотность населения — 82,34 чел./км².

## Города-побратимы
- Сибуя, Япония
- Минамитане, Япония